# Prototipatge ràpid

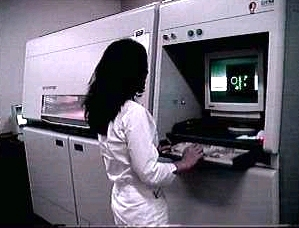
Una màquina de prototipat ràpid mitjançant Sinteritzat selectiu per làser

Model de tall en 3D

El prototipatge ràpid és un procés utilitzat per fabricar articles de plàstic, metall o ceràmica, en anglès anomenat additive technology. Ja que el seu procés de fabricació és anar afegint material capa a capa. En alguns casos amb propietats físiques que són similars als que es produirien per mètodes convencionals, com emmotllament per injecció i extrusió, o emmotllament per bufat, d'aquesta manera s'evita el fabricar els costosos motlles per a realitzar un prototip que podria canviar la seva forma. Inicialment el prototipat ràpid només es feia servir per a la fabricació de prototips. Avui en dia s'utilitza com un procés de fabricació més. Un exemple es troba en el sector dental, en el qual s'utilitza per fabricar les estructures metàl·liques que després aniran recobertes de ceràmica creant corones i ponts dentals. Les primeres tècniques de prototipatge ràpid van ser disponibles a finals de l'any 1980. En l'actualitat, s'utilitzen per a una gamma molt més àmplia d'aplicacions i fins i tot s'utilitza per a la fabricació de peces de qualitat de la producció en un nombre relativament petit. Alguns escultors utilitzen la tecnologia per produir formes complexes d'exposicions d'arts plàstiques.

## Introducció
La tecnologia additiva en la fabricació ràpida de prototipus en dissenys virtuals de disseny assistit per ordinador (CAD) o programari de modelatge d'animació, els transforma en primes, virtual, seccions transversals horitzontals i crea capes successives fins que el model s'ha completat. És un procés WYSIWYG, on el model virtual i el model físic són gairebé idèntics.
Amb la fabricació d'additius, la màquina llegeix les dades d'un dibuix de CAD, i estableix les successives capes de líquid, en pols, o material de la fulla, i d'aquesta manera s'acumula el model d'una sèrie de seccions transversals. Aquestes capes, que corresponen a la secció virtual creuada a partir del model CAD, s'uneixen o fusionen de forma automàtica per crear la forma final. El principal avantatge de la fabricació d'additius és la seva capacitat per crear gairebé qualsevol forma o característica geomètrica.
La interfície de dades estàndard entre programes de CAD i les màquines és el format d'arxiu de STL. Un arxiu de STL s'aproxima a la forma d'una peça o acoblament amb facetes triangulars. Facetes més petites produeixen una superfície de més qualitat. La paraula "ràpid" és relatiu: la construcció d'un model amb mètodes contemporanis pot prendre de diverses hores a diversos dies, depenent del mètode utilitzat i la mida i la complexitat del model. sistemes d'additius per a la creació ràpida de prototipus típicament pot produir models en poques hores, encara que pot variar àmpliament depenent del tipus de màquina que s'utilitza i la mida i el nombre de models que es produeixen simultàniament.
Algunes tècniques de fabricació de sòlids de forma lliure ús de dos materials en el curs de la construcció de les peces. El primer material és el material de la peça i el segon és el material de suport (per donar suport a les característiques destacades durant la construcció).
El material de suport és posteriorment eliminada per la calor o dissolt en un solvent o aigua. Emmotllament per injecció tradicional pot ser menys costós per a la fabricació de productes de polímers en grans quantitats, però la fabricació additiva pot ser més ràpid i menys costós en produir quantitats relativament petites de les parts. impressores 3D ofereixen als equips els dissenyadors i el concepte de desenvolupament de la capacitat de produir peces i models de concepte utilitzant una impressora de mida de l'escriptori. prototipat ràpid està entrant ara en el camp de la fabricació ràpida i es creu per molts experts que es tracta d'un "següent nivell" tecnologia

## Geometries possibles amb aquests prototips
En general es poden crear gairebé tota mena de geometries al que una màquina de prototipatge ràpid pot crear, el fet és que el resultat dels prototips ràpids és el que un pugui crear en un arxiu CAD o de 3 a dimensió. S'ha de tenir en compte que el prototip que es crea en aquests programes no sempre es podrà produir a gran escala, ja que en el cas del prototip ràpid sol és una mostra del concepte que es creés i el següent pas que podem tenir partint d'aquest prototip és l'enginyeria de l'esmentat objecte.

## Concepte
El Prototipatge Ràpid és una tecnologia que possibilita produir models i prototips directament a partir del model sòlid 3D generat en el sistema CAD. Al contrari dels processos de fabricació que treuen material de la peça en brut per obtenir el model desitjat, els sistemes de Prototipat Ràpid generen la peça a partir de la unió additiva de líquids, capa per capa, a partir de seccions transversals de la peça obtingudes a partir del model 3D, les màquines de Prototipatge Ràpid produeixen peces en plàstics, fusta, ceràmica o metalls. Les dades per a les màquines de Prototipatge Ràpid són generades pels sistemes CAD en format STL, que aproxima el model sòlid per petits triangles o facetes. Com més petits siguin estiguis triangles, millor l'aproximació de la superfície, al cost, naturalment, de la major mida de l'arxiu STL, i de temps de processament. Una vegada que l'arxiu STL és generat, les altres operacions són executades pel mateix programa que acompanya a les màquines de Prototipatge Ràpid. Bàsicament aquest programa realitzarà operacions bàsiques de visualització i la generació de seccions transversals del model que serà construït. Aquestes dades seran llavors transmeses a la màquina que anirà dipositant successives capes fins que la peça sigui generada.

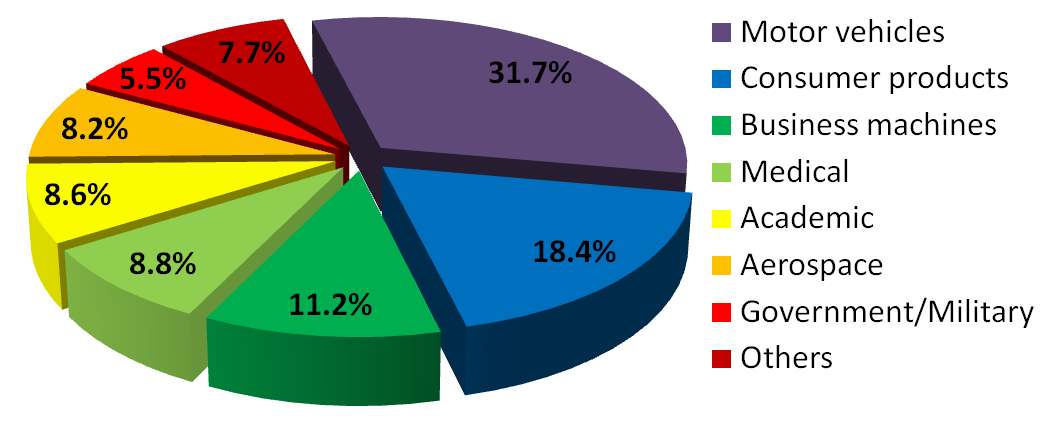
Gràfic circular del prototipatge ràpid a tot el món

L'increment de complexitat dels components HW/SW que formen els sistemes electrònics i informàtics i la necessitat d'obtenir resultats amb la major celeritat possible han portat els equips d'R+D a utilitzar una metodologia de desenvolupament que utilitza els components virtuals (IPs) de manera intensiva en la reutilització de dissenys, propis o externs, prèviament validats, i les plataformes de prototipatge com a entorns d'integració dels diversos subsistemes desenvolupats i integrats per diferents membres dels equips.

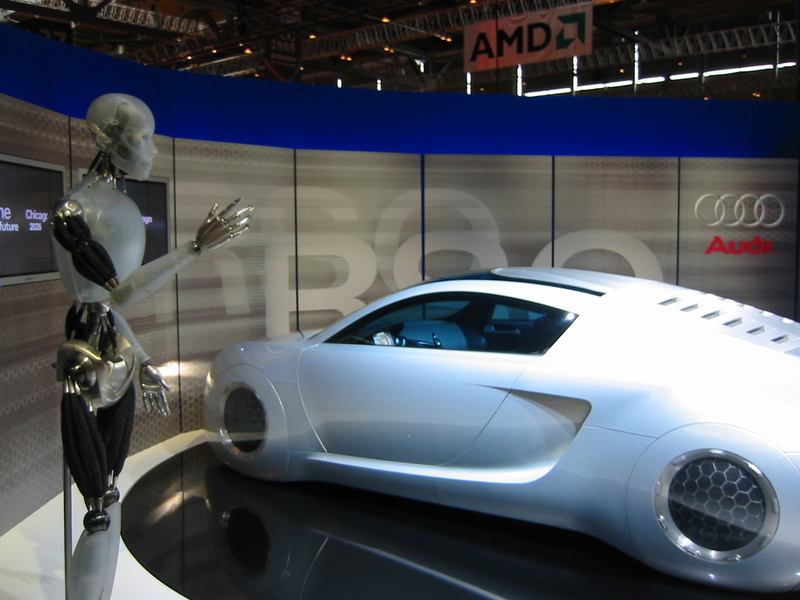
L'Audi RSQ va ser fet per Audi amb la ràpida creació de prototipus industrials dels robots KUKA

L'estereolitografia és probablement el mètode més utilitzat en el prototipatge ràpid. Aquest mètode fabrica les peces capa a capa, aplicant un làser sobre la superfície d'un fotopolímer líquid. Aquest tipus de material es solidifica ràpidament quan el làser incideix sobre la superfície del líquid. Un coop que una capa s'ha dibuixat del tot, es submergeix lleugerament sota líquid i se'n traça una altra capa. Les propietats autoadhesives del material fan que les capes es soldin unes amb les altres i finalment es formi un objecte complet en tres dimensions.
En 2005, les màquines convencionals de prototipatge ràpid tenien un cost, al voltant de £25.000.
| Tecnologies de prototipatge                      | Materials de base                    |
| ------------------------------------------------ | ------------------------------------ |
| Sinterització selectiva per làser (SLS)          | Termoplàstics, pols de metalls       |
| Sinterització directa de metall amb làser (DMLS) | Gairebé tots els aliatges del metall |
| Modelat per deposició fosa (FDM)                 | Termoplàstics,'eutectic metalls'.    |
| Estereolitografia (SLA)                          | Fotopolímer                          |
| Laminat de fabricació d'objectes (LOM)           | Llibre                               |
| Feix d'electrons de fusió (EBM)                  | Aliatges de titani                   |
| Impressió 3D (3DP)                               | Diversos materials                   |

L'any 2006, John Balistreri i altres investigadors de la Bowling Green State University van començar la investigació de prototipat ràpid en màquines 3D, creant objectes d'art de ceràmica impresa. Aquesta investigació ha donat lloc a la invenció de pols ceràmics i sistemes d'enquadernació capaços de fer impressions sobre materials d'argila des de l'ordinador.

## Tipus de prototips
- Prototips de disseny: Serveixen per avaluar aspectes estètics i ergonòmics.
- Prototips geomètrics: S'usen per provar concordança geomètrica, la forma i els acoblaments.
- Prototips funcionals: Mostren les característiques és una prova del producte final.
- Prototips tècnics: S'usen per avaluar totes les funcions de la peça final.

## Aplicacions
Bàsicament les tècniques de Prototipatge Ràpid, tenen com a objectiu obtenir de manera ràpida i exacta una rèplica tridimensional dels dissenys que han estat generats mitjançant aplicacions CAD en 3D. Aquests models físics poden ser únicament estètics i útils en conseqüència per a l'estudi de formes i l'estudi de l'acceptació pel mercat potencial a qui van dirigits, o poden complir amb algunes o bona part dels requeriments mecànics que tindria la peça definitiva, oferint en aquest cas la possibilitat de realitzar proves funcionals i fins i tot d'homologació abans que hi hagi ni tan sols els motlles preliminars. La major o menor semblança que pogués existir entre el model definitiu i l'obtingut mitjançant les tècniques de prototipatge ràpid dependran bàsicament del sistema utilitzat per a la seva generació i de limitacions dimensionals, de complexitat i de postprocés aplicats. Les tècniques de prototipatge ràpid poden ser aplicades a les més diverses àrees com ara, automoció, aeronàutica, màrqueting, restauracions, educació, paleontologia i arquitectura.

## Avantatges del prototipatge ràpid
Els avantatges que ofereix la utilització sistemàtica d'aquesta tecnologia dins del procés global del llançament d'un nou producte comprèn quasi tots els departaments que, directament o indirectament estan involucrats en ell. Destacarem les següents avantatges:
Precisió: permet validar el disseny d'una peça perquè el prototip assoleix precisiones d'una dècima de mil·límetre, amb funcionalitat mecànica i alt nivell de detall.
Costos: amb un prototip s'eviten errors, modificacions de motlle i així el moldista pot ajustar millor el pressupost.
Rapidesa: si s'ha de presentar demà un prototip, en 24 hores el pots tenir fabricat.
A més a més de disposar d'una eina de comunicació física que no ofereix cap mena de dubte, no permetent en conseqüència interpretacions diferents i/o errònies. Permet realitzar determinades proves funcionals, de muntatges i interferències. Facilita extraordinàriament la relació entre clients i proveïdors. Facilita, i en molts casos estimula, l'aportació de millores ja sigui en el disseny i la seva funcionalitat, o en el procés productiu.

## Abast
Fins fa ben poc, a data del 2010, aquestes tecnologies eren molt cares, siguent el que majoritàriament eleva el cost del producte el material base (sobretot degut a la poca competència d'aquest sector recén nascut). Els particulars o fins i tot empreses que volien fer ús d'aquests sistemes trobaven la solució en la sub-contractació: una empresa tercera s'encarregava de portar a terme el prototipatge ràpid. Dia a dia, però, l'avanç tecnològic i la competència de mercat fa que els preus baixin considerablement fins al punt que els que ja l'utilitzen diuen que "serà tan comú com tenir una impressora".